# Fábrica farmacéutica Al-Shifa
La fábrica farmacéutica Al-Shifa (الشفاء, en árabe «curación»), en Jartum Norte (Sudán), fue construida entre 1992 y 1996 con componentes importados de Alemania, India, Italia, Suecia, Suiza, Tailandia y Estados Unidos. Fue inaugurada el 12 de julio de 1997 y bombardeada por Estados Unidos el 20 de agosto de 1998. El complejo industrial estaba compuesto por cuatro edificios. Era la fábrica farmacéutica más grande de Jartum y empleaba a más de 300 trabajadores, produciendo medicamentos tanto para uso humano como veterinario.
La fábrica fue destruida en 1998 por un ataque con tres misiles de crucero Tomahawk lanzados por el gobierno federal de los Estados Unidos durante la Operación Alcance Infinito, matando a un empleado e hiriendo a once. El gobierno estadounidense justificó el ataque afirmando que la fábrica se usaba para procesar el agente nervioso VX y que los propietarios de la planta tenían vínculos con el grupo terrorista al-Qaeda.
Estas justificaciones del bombardeo fueron negadas por los propietarios de la planta, el gobierno sudanés y otros gobiernos. Los funcionarios estadounidenses reconocieron más tarde «que la evidencia que llevó al presidente Bill Clinton a ordenar el ataque con misiles en la planta de Shifa no era tan sólida como se describió por primera vez». De hecho, los funcionarios dijeron más tarde que no había pruebas de que la planta hubiera estado fabricando o almacenando gas nervioso, como sospecharon inicialmente los estadounidenses, o había estado vinculado a Osama bin Laden, que residía en Jartum en la década de 1980. El ataque tuvo lugar una semana después del escándalo Mónica Lewinsky y dos meses después del estreno de la película Wag the Dog, lo que provocó que algunos comentaristas describieran el ataque como una distracción para el público estadounidense del escándalo sexual de Clinton.

## Destrucción
El 20 de agosto de 1998, la fábrica fue destruida mediante varios ataques con misiles de crucero Tomahawk lanzados por el ejército de los Estados Unidos supuestamente en represalia por los ataques con camiones bomba contra sus embajadas en Dar es Salaam (Tanzania), y Nairobi (Kenia), el 7 de agosto. La administración del presidente Bill Clinton justificó los ataques, denominados Operación Alcance Infinito, con el argumento de que la planta de al-Shifa estaba involucrada en el procesamiento del agente nervioso mortal VX y tenía vínculos con el grupo islamista al-Qaeda de Osama bin Laden, que se creía que estaba detrás de los atentados con bombas en la embajada y la Operación Bojinka, un presunto complot terrorista a gran escala. La acción estadounidense del 20 de agosto también afectó a los campamentos de al-Qaeda en Afganistán, donde se había mudado bin Laden tras su expulsión de Sudán en mayo de 1996.
El embajador alemán en Sudán de 1996 a 2000, Werner Daum, informó al Ministerio de Asuntos Exteriores alemán el día del bombardeo, que «con la mejor voluntad del mundo» la planta no podía calificarse de fábrica de productos químicos. Más bien, produce «principalmente medicamentos humanos, como antibióticos, antipalúdicos, antidiarreicos, fluidos intravenosos y algunos medicamentos veterinario».

## Supuestas evidencias

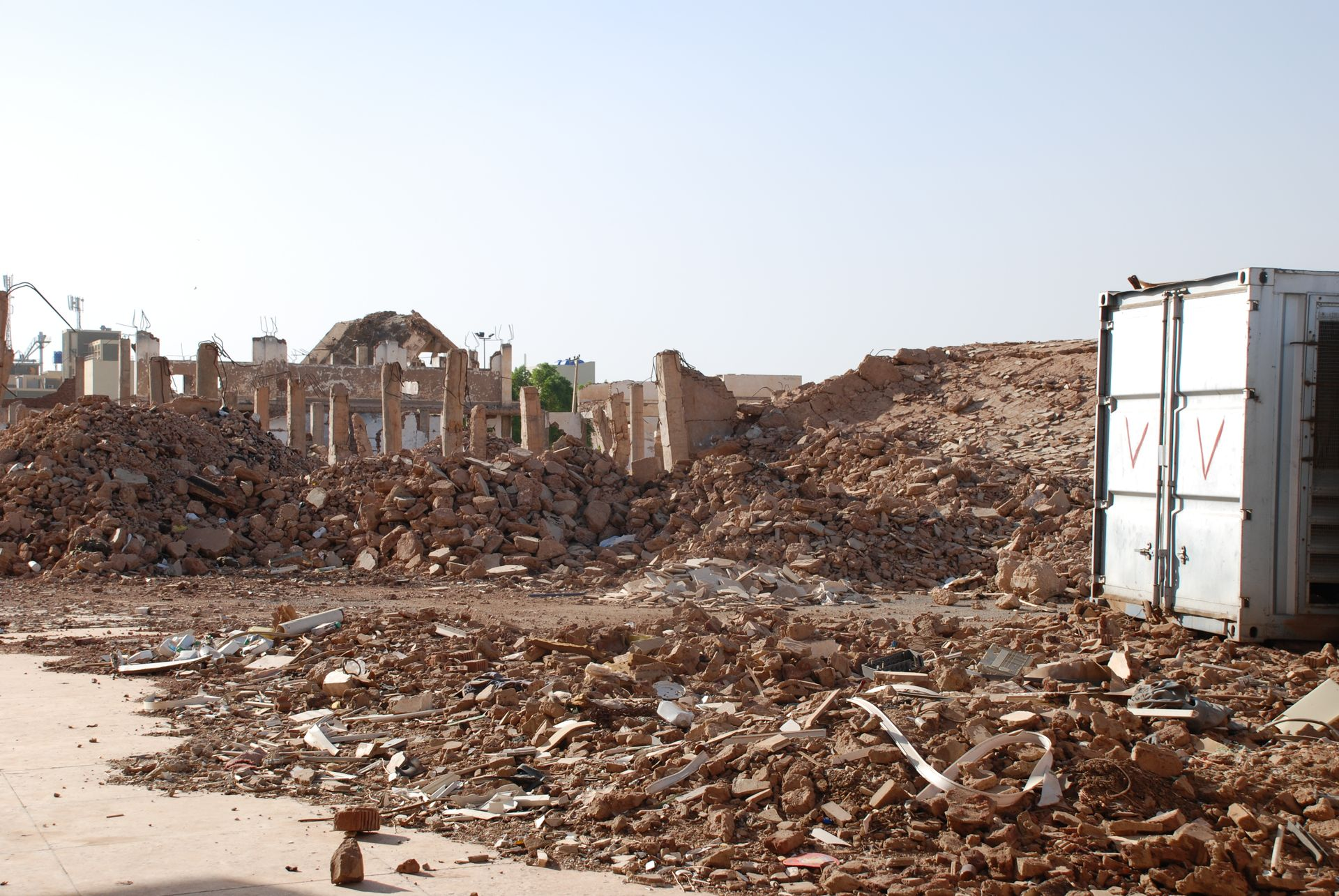
Ruinas de la fábrica destruida en 2008

La pieza clave de evidencia física que vincula la instalación de Al-Shifa con la producción de armas químicas fue el descubrimiento de EMPTA en una muestra de suelo tomada de la planta durante una operación clandestina de la CIA. El ácido O-etil metilfosfonotioico (EMPTA), está clasificado como compuesto de la Lista de sustancias de la Lista 2 (CWC) en la Convención sobre Armas Químicas, lo que significa que, si bien es un precursor de armas químicas (puede usarse para fabricar el agente nervioso VX), también tiene efectos legítimos a pequeña escala fuera de la guerra química, por lo que se permite su fabricación en pequeñas cantidades. Aunque existían usos potenciales y procesos patentados que usaban EMPTA, como la fabricación de plástico, nunca se documentaron usos industriales conocidos de EMPTA, ni ningún producto que contuviera EMPTA. Sin embargo, no está prohibido por la Convención sobre Armas Químicas, como afirmó originalmente el gobierno de los EE. UU. Además, la presencia de EMPTA cerca (pero fuera) del límite de Al-Shifa no prueba que se produjera en la fábrica; el EMPTA podría haber sido «almacenado o transportado cerca de Al-Shifa, en lugar de ser producido en él», según un informe de Michael Barletta.
El subsecretario de Estado Thomas Pickering afirmó tener pruebas suficientes contra Sudán, incluidos contactos entre funcionarios de la planta de Al-Shifa y expertos en armas químicas iraquíes, siendo el programa de armas químicas de Irak el único identificado con el uso de EMPTA para la producción de VX. La Alianza Democrática Nacional (NDA), una organización opositora sudanesa en El Cairo dirigida por Mubarak Al-Mahdi, también insistió en que la planta estaba produciendo compuestos para la producción de armas químicas. Según los funcionarios de la administración Clinton, la planta, además, estaba fuertemente vigilada y no mostraba signos de actividades comerciales ordinarias. Sin embargo, un ingeniero británico, Thomas Carnaffin, quien trabajó como gerente técnico durante la construcción de la planta entre 1992 y 1996, afirmó que la planta no estaba muy protegida ni era secreta, y que nunca observó evidencia de la producción de un ingrediente necesario para el gas nervioso. El grupo que supervisa el cumplimiento del tratado que prohíbe las armas químicas anunció que EMPTA sí tenía fines comerciales legítimos en la fabricación de fungicidas y antibióticos, y el dueño de la fábrica afirmó enfáticamente en entrevistas que la planta no se usaba para nada más que productos farmacéuticos, y que no había prueba en contrario. El exasesor de lucha contra el terrorismo de la administración Clinton, Richard Clarke, y el exasesor de seguridad nacional, Sandy Berger, también señalaron los presuntos vínculos de las instalaciones con el exgobierno iraquí. Clarke también citó el contrato de 199.000 dólares de Irak con al Shifa para medicina veterinaria en el marco del Programa Petróleo por Alimentos de la ONU. David Kay, un exinspector de armas de la ONU, también dijo que Irak pudo haber ayudado en la construcción de la planta de Al-Shifa, y señaló también que es poco probable que Sudán tenga el conocimiento técnico para producir VX.

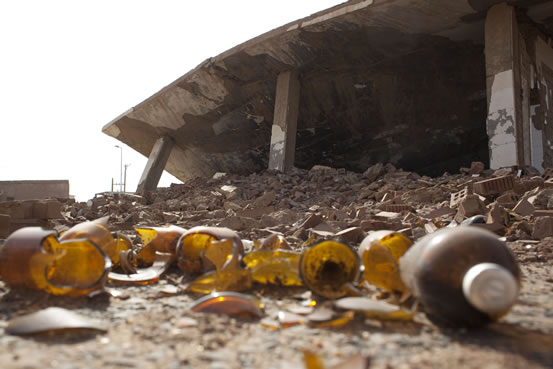
Otra foto de la fábrica destruida

Los funcionarios reconocieron más tarde, sin embargo, «que la evidencia que llevó al presidente Clinton a ordenar el ataque con misiles en la planta de Shifa no era tan sólida como se describió por primera vez. De hecho, los funcionarios dijeron más tarde que no había pruebas de que la planta hubiera estado fabricando o almacenando gas nervioso, como sospecharon inicialmente los estadounidenses, o se había relacionado con Osama bin Laden, quien residía en Jartum en la década de 1980».
Sin embargo, un funcionario del Departamento de Estado de Clinton declaró que un administrador del dinero de Bin Laden afirmó que este había invertido en Al Shifa. El gerente de Al Shifa vivía en la misma casa de Sudán donde Bin Laden había vivido anteriormente.
La Oficina de Inteligencia e Investigación del Departamento de Estado de EE. UU. escribió un informe en 1999 cuestionando el ataque a la fábrica, sugiriendo que la conexión con bin Laden no era precisa. James Risen informó en el New York Times: «Ahora, los analistas renovaron sus dudas y le dijeron a la subsecretaria de Estado Phyllis Oakley que la evidencia de la CIA en la que se basó el ataque era inadecuada. La Sra. Oakley les pidió que verificaran dos veces; tal vez había algo de inteligencia que aún no habían visto. La respuesta llegó rápidamente: no había evidencia adicional. La Sra. Oakley convocó una reunión de asesores clave y surgió un consenso: contrariamente a lo que decía la Administración, el caso que vincula a Al Shifa al Sr. bin Laden o a las armas químicas era débil». El presidente de Industrias Farmacéuticas El Shifa, quien es crítico con el gobierno sudanés, dijo a los periodistas: «Tenía inventarios de todos los productos químicos y registros del historial de cada empleado. No se fabricaban tales productos químicos [de gas nervioso] aquí».
En 2004, sin embargo, el secretario de Defensa de Clinton, William Cohen, testificó ante la Comisión del 11-S al caracterizar a Al Shifa como una «instalación relacionada con armas de destrucción masiva», que desempeñó un «papel relacionado con las armas químicas» como para plantear el riesgo de que, con la ayuda de las supuestas conexiones del programa de armas químicas iraquíes, podría ayudar a Al Qaeda a obtener tecnología de armas químicas.
El gobierno sudanés quiere que la planta se conserve en su estado destruido como recordatorio del ataque estadounidense y también invitó a los EE. UU. a realizar pruebas químicas en el sitio, sin embargo, rechazaron la invitación. Sudán ha pedido en reiteradas ocasiones a Estados Unidos una disculpa por el ataque, pero siempre se ha negado alegando que no ha descartado la posibilidad de que la planta tuviera alguna conexión con el desarrollo de armas químicas.
Inmediatamente después del ataque, el gobierno sudanés exigió que el Consejo de Seguridad de las Naciones Unidas realizara una investigación del sitio para determinar si se había utilizado para producir armas químicas o precursores. Estados Unidos se opuso a tal investigación, que también bloqueó un análisis de laboratorio independiente de la muestra que supuestamente contenía EMPTA. Michael Barletta concluye que no hay evidencia de que la fábrica Al-Shifa haya estado alguna vez involucrada en la producción de armas químicas, y se sabe que muchas de las acusaciones iniciales de EE. UU. eran falsas.

## Consecuencias

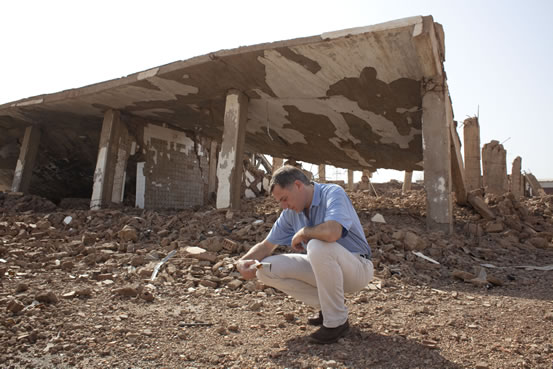
La foto muestra a Jan van Aken, inspector de armas biológicas de las Naciones Unidas entre 2004 y 2006, inspeccionando las ruinas de la fábrica.

El periódico británico The Observer señaló que «[L]a pérdida de esta fábrica es una tragedia para las comunidades rurales que necesitan estos medicamentos», citando a Tom Carnaffin, gerente técnico con «conocimiento íntimo» de la planta destruida. Un mes después, el corresponsal del periódico británico The Guardian, Patrick Wintour, explicó que la planta «proporcionaba el 50 % de los medicamentos de Sudán, y su destrucción ha dejado al país sin suministro de cloroquina, el tratamiento estándar para la malaria». También señaló que el gobierno británico (que apoyó públicamente la decisión de Estados Unidos de bombardear la fábrica) rechazó las solicitudes de «reabastecimiento de cloroquina en ayuda de emergencia hasta que los sudaneses puedan reconstruir su producción farmacéutica». La fábrica era una fuente principal de medicamentos antipalúdicos y veterinarios de Sudán según el Boletín de Convenciones CBW (armas químicas y biológicas).
El embajador de Alemania en Sudán en el momento del ataque aéreo, Werner Daum, escribió un artículo en 2001, en el que calificó de «suposición razonable» que «varias decenas de miles de muertes» de civiles sudaneses causadas por la escasez de medicamentos. Pero esta afirmación fue descrita como «difícil de tomar en serio» e «inverosímil» por el historiador Keith Windschuttle.
Human Rights Watch informó que el bombardeo tuvo el efecto no deseado de detener los esfuerzos de socorro destinados a suministrar alimentos a las zonas de Sudán afectadas por la hambruna causada por la guerra civil en curso en ese país. Muchas de estas agencias habían sido formadas total o parcialmente por estadounidenses que posteriormente evacuaron el país por temor a represalias. Una carta de esa agencia al presidente Clinton decía que «muchos esfuerzos de socorro se han pospuesto indefinidamente, incluido uno crucial dirigido por el Comité Internacional de Rescate con sede en Estados Unidos, donde más de cincuenta sudaneses del sur mueren a diario». Mark Huband en el Financial Times escribió que el ataque «destrozó... los beneficios esperados de un cambio político en el corazón del gobierno islámico de Sudán» hacia un «compromiso pragmático con el mundo exterior».
El periodista Jason Burke, escribió en el libro Al-Qaeda: Casting a Shadow of Terror, que la Operación Alcance Infinito «simplemente les confirmó [a bin Laden y sus socios cercanos], y a otros con puntos de vista similares en todo el mundo, que su concepción del mundo como un lucha cósmica entre el bien y el mal era correcta».

## Críticas
El escritor y periodista estadounidense Christopher Hitchens escribió que la fábrica «no podría haberse doblado como una tienda de campaña y desaparecer en un día más o menos. Y Estados Unidos tiene relaciones diplomáticas con Sudán[...] Bueno, entonces, ¿cuál era la prisa?[...] Hay realmente solo una respuesta posible a esa pregunta. Clinton necesitaba parecer "presidencial" por un día».
El informe de la Comisión del 11 de septiembre evaluó las teorías llamadas «Wag the Dog» (los ataques motivados para desviar la atención de problemas políticos internos) y no encontró ninguna razón para creerlos, ni para no creer en el testimonio y las afirmaciones del expresidente Clinton, el exvicepresidente Gore, el jefe de la CIA George Tenet, ni los exasesores de seguridad Berger y Clarke que la destrucción de la fábrica farmacéutica de Al Shifa seguía siendo, a partir de 2004, un objetivo de seguridad nacional justificable.
El Departamento de Justicia de los Estados Unidos, bajo la presidencia de George W. Bush, presentó como testigo a un presunto desertor de al-Qaeda el 13 de febrero de 2001, en su caso en curso contra Osama Bin Laden. El testigo, Jamal al-Fadl, testificó que los operativos de Al Qaeda con los que estaba involucrado habían estado involucrados en la fabricación de armas químicas en Jartum (Sudán), alrededor de 1993 o 1994.
En 2001, el periódico británico The Guardian informó que «el propietario de la fábrica, Salah Idris, negó enérgicamente que él o la fábrica tuvieran algún vínculo con ese tipo de armas o con cualquier grupo terrorista». Intentó demandar al gobierno de EE. UU. por treinta y cinco millones de libras esterlinas después de contratar expertos para demostrar que la planta solo producía medicamentos. A pesar del creciente apoyo al caso de Idris en los Estados Unidos y Gran Bretaña, Washington se negó a retractarse de cualquiera de sus afirmaciones e impugnó la demanda. El tribunal desestimó el caso bajo la doctrina de la cuestión política e Idris apeló sin éxito.
El bombardeo de la fábrica al-Shifa resurgió en las noticias en abril de 2006 tras el despido de la exanalista de la CIA Mary McCarthy. Ella estaba en contra del bombardeo de la fábrica en 1998 y había escrito una carta formal de protesta al presidente Clinton. Según el exanalista de la CIA Michael Scheuer, había expresado dudas de que la fábrica tuviera vínculos con Al Qaeda o estuviera produciendo armas químicas. The New York Times informó: «En el caso de la planta farmacéutica Al Shifa en Jartum, Sudán, sus preocupaciones pueden haber estado bien fundadas. Los funcionarios sudaneses y el propietario de la planta negaron cualquier conexión con Al Qaeda. Después del ataque, El debate interno de la Casa Blanca sobre si los informes de inteligencia sobre la planta eran precisos se difundió a la prensa. Finalmente, los funcionarios de la administración Clinton admitieron que la evidencia más sólida utilizada para justificar el ataque a la planta fue una sola muestra de suelo que parecía indicar la presencia de una sustancia química utilizada en la fabricación de gas VX».

## Responsabilidad
Thomas Joscelyn cita a Daniel Benjamin, exmiembro del personal del Consejo de Seguridad Nacional de EE. UU. cuando dice que: «El informe de la Comisión del 11 de septiembre señala que el personal de Seguridad Nacional revisó la inteligencia en abril de 2000 y concluyó que la evaluación de la CIA de su inteligencia sobre bin Laden y otros Shifa había sido válido; el memorando a Clinton sobre esto fue firmado por Richard Clarke y Mary McCarthy, directora sénior de programas de inteligencia del NSC, quienes se opusieron al bombardeo de al-Shifa en 1998. El informe también señala que en su testimonio ante la comisión, Al Gore, Sandy Berger, George Tenet y Richard Clarke respaldaron la decisión de bombardear al-Shifa».
El exsecretario de Defensa William Cohen defendió, en su testimonio ante la Comisión del 11-S en 2004, junto con otros miembros del gabinete de seguridad de Clinton citados en su testimonio separado de la Comisión del 11-S, la decisión de destruir Al-Shifa: «En ese momento, la comunidad de inteligencia al más alto nivel nos aseguró repetidamente que "nunca hay nada mejor que esto" en términos de confianza en una conclusión de inteligencia con respecto a un objetivo difícil. Había una buena razón para esta confianza, incluidos múltiples elementos de información que refuerzan que van desde enlaces que la organización que construyó la instalación tenía tanto con Bin Laden como con el liderazgo del programa de armas químicas iraquí, seguridad extraordinaria cuando se construyó la instalación, evidencia física del sitio y otra información de HUMINT y fuentes técnicas. con respecto al interés de los terroristas en adquirir y usar armas químicas contra los estadounidenses y dada la evaluación de inteligencia que nos proporcionó con respecto a la instalación de al-Shifa, sigo creyendo que destruirla fue la decisión correcta».